# Фримен, Гэрри
Гэрри Скотт Фримен (англ. Harry Scott Freeman; 7 февраля 1876, Стейнс-апон-Темз — 5 октября 1968, Хай-Уиком, Бакингемшир) — английский хоккеист на траве, защитник. Олимпийский чемпион 1908 года.

## Биография
Гэрри Фримен родился 7 февраля 1876 года в британском городе Стейнс-апон-Темз.
В детстве увлекался водными видами спорта. Начал заниматься хоккеем на траве в 1894 году, играл за «Стейнс».
Дебютировал в сборной Англии в 1903 году, сыграл в её составе 10 матчей. Завоевал авторитет, будучи капитаном «Стейнса», сборных Мидлсекса и Южной Англии.
В 1908 году вошёл в состав сборной Англии по хоккею на траве на летних Олимпийских играх в Лондоне и завоевал золотую медаль, которая пошла в зачёт Великобритании. Играл на позиции защитника, был капитаном команды, провёл 3 матча, мячей не забивал.
После Олимпиады покинул международный хоккей, но до конца Второй мировой войны оставался капитаном «Стейнса» и Мидлсекса. Впоследствии работал адвокатом, входил в состав Международной федерации хоккея на траве.
Умер 5 октября 1968 года в британском городе Хай-Уиком.

## Семья
Гэрри Фримен был первым из пяти братьев, которые играли за «Стейнс» между 1894 и 1922 годами. Кроме того, его сын Роберт провёл 9 матчей за сборную Англии.